# Schneckenbundgericht

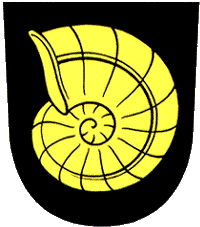
Das Redende Wappen der Gemeinde Bronschhofen erinnert an das Schneckenbundgericht

Das Schneckenbundgericht war ein Niedergericht im Amt Wil der fürstäbtisch-sankt-gallischen Alten Landschaft an der Grenze zur Landvogtei Thurgau.
Die Herkunft des Namens ist unklar. Das Gericht umfasste das Gebiet von Bronschhofen. Der Wilberg trennte das Schneckenbundgericht in einen oberen, hügeligen Teil mit den Siedlungen Rossrüti, Maugwil, Boxloo und Uerental und einen unteren, ebenen Teil mit Bronschhofen, Trungen und Dreibrunnen.
Der St. Galler Fürstabt Gotthard Giel fasste die Vogteien Trungen, Bronschhofen und Rossrüti zusammen und gab ihnen 1495 eine Offnung. 1525 wurde das neu gebildete Gericht erstmals Schneggenpund genannt. Die Blutgerichtsbarkeit stand dem eidgenössischen Landvogt im Thurgau zu. Kirchlich gehörten die Bewohner des Gebiets zu Wil. 1803 wurde das Schneckenbundgericht der Stadt Wil zugeschlagen, wegen lokaler Opposition aber bereits 1804 zur selbstständigen Gemeinde Schneckenbund erhoben. Die Umbenennung in Bronschhofen erfolgte 1817.